# Monika Lubitz

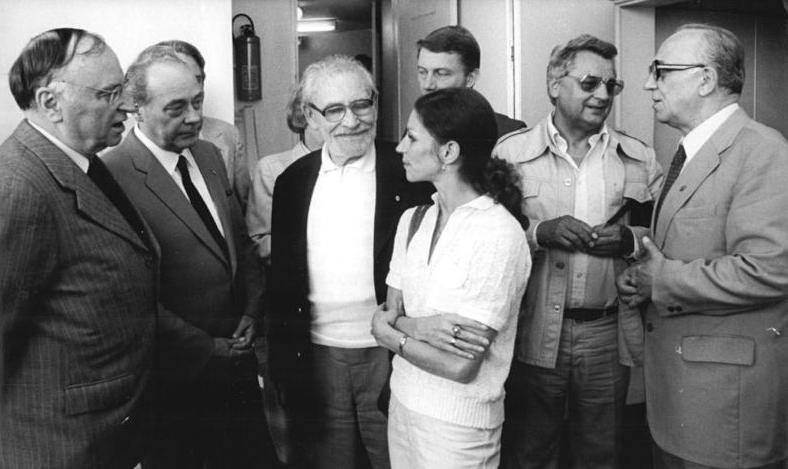
Monika Lubitz 1980 beim IV. Kongress des Verbandes der Theaterschaffenden mit v. l. n. r.: Kurt Hager, Harry Tisch, Wolfgang Heinz, Horst Seeger (Hintergrund), Horst Drinda und Horst Sindermann.

Monika Lubitz (* 3. Juni 1943 in Berlin) ist eine deutsche Balletttänzerin.

## Leben
Lubitz studierte Ballett an der Staatlichen Ballettschule Berlin und daran anschließend ein Jahr am Choreographischen Institut in Leningrad. 1964 trat sie ihr erstes Engagement an der Oper Leipzig an. Sie wurde hier sogleich Solotänzerin und 1969 Primaballerina.
Ab 1969 Gast, wurde sie 1970 festes Mitglied des Tanztheater-Ensembles an der Komischen Oper Berlin unter Tom Schilling, wo sie Rollen in dessen Choreografien kreierte. Daneben gastierte sie ab 1970 regelmäßig an der Deutschen Staatsoper Berlin, an die sie schließlich 1972 berufen wurde. Sie tanzte hier das gesamte klassische Repertoire wie auch eine große Zahl zeitgenössischer Werke.
1990 nahm sie ihren Abschied von der Bühne. Bis zum Dezember 2006 wirkte sie als Ballettmeisterin beim Staatsballett Berlin.

## Auszeichnungen
- 1974: Nationalpreis der DDR III. Klasse für Kunst und Literatur
- Kunstpreis der DDR
- 1981: Goethe-Preis der Stadt Berlin

## Dokumentation
1986: Die Primaballerina Monika Lubitz – ein Portrait (Dokumentarfilm)